# Championnat d'Abkhazie de football
Le Championnat d'Abkhazie de football, également appelé Première Ligue d'Abkhaze est le championnat professionnel de football masculin de plus haut niveau de la Fédération d'Abkhazie de football. Il regroupe tous les clubs d'Abkhazie.

## Palmarès
| Édition | Saison | Champion                    | Dauphin              | Troisième               |
| ------- | ------ | --------------------------- | -------------------- | ----------------------- |
| 1re     | 1994   | FC Dinamo Soukhoumi         | Ritsa FC             | FC Dinamo Gagra         |
| 2e      | 1995   | FC Kiaraz Pitsunda          | FC Psyrtsha Afon     | FC Yertsakhu Ochamchira |
| 3e      | 1996   | FC Yertsakhu Ochamchira     | FC Kiaraz Pitsunda   | FC Psyrtsha Afon        |
| 4e      | 1997   | FC Kiaraz Pitsunda (2)      | SKA Dinamo Soukhoumi | FC Bzana Kutol          |
| 5e      | 1998   | FC Yertsakhu Ochamchira (2) | SKA Dinamo Soukhoumi | FC Nart Soukhoumi       |
| 6e      | 1999   | FC Nart Soukhoumi           | FC Dinamo Gagra      | FC Yertsakhu Ochamchira |
| 7e      | 2000   | FC Nart Soukhoumi (2)       | FC Dinamo Gagra      | FC Abazg Soukhoumi      |
| 8e      | 2001   | FC Abazg Soukhoumi          | Ritsa FC             | FC Nart Soukhoumi       |
| 9e      | 2002   | Ritsa FC                    | FC Nart Soukhoumi    | FC Yertsakhu Ochamchira |
| 10e     | 2003   | FC Nart Soukhoumi (3)       | Ritsa FC             | FC Dinamo Gagra         |
| 11e     | 2004   | FC Kiaraz Pitsunda (3)      | FC Nart Soukhoumi    | Ritsa FC                |
| 12e     | 2005   | FC Nart Soukhoumi (4)       | FC Kiaraz Pitsunda   | Ritsa FC                |
| 13e     | 2006   | FC Gagra                    | FC Nart Soukhoumi    | Ritsa FC                |
| 14e     | 2007   | FC Nart Soukhoumi (5)       | FC Gagra             | FC Kiaraz Pitsunda      |
| 15e     | 2008   | FC Nart Soukhoumi (6)       | FC Gagra             | FC Leon Ochamchira      |
| 16e     | 2009   | FC Nart Soukhoumi (7)       | FC Gagra             | FC Kiaraz Pitsunda      |
| 17e     | 2010   | FC Gagra (2)                | FC Nart Soukhoumi    | FC Dinamo Soukhoumi     |
| 18e     | 2011   | FC Nart Soukhoumi (8)       | FC Gagra             | FC Dinamo Soukhoumi     |
| 19e     | 2012   | FC Gagra (3)                | FC Nart Soukhoumi    | Ritsa FC                |
| 20e     | 2013   | FC Nart Soukhoumi (9)       | FC Afon              | FC Abazg Soukhoumi      |
| 21e     | 2014   | FC Afon                     | FC Gagra             | Ritsa FC                |
| 22e     | 2015   | FC Afon (2)                 | FC Nart Soukhoumi    | Ritsa FC                |
| 23e     | 2016   | FC Nart Soukhoumi (10)      | FC Afon              | FC Gagra                |
| 24e     | 2017   | FC Afon (3)                 | FC Gagra             | FC Nart Soukhoumi       |
| 25e     | 2018   | FC Nart Soukhoumi (11)      | FC Gagra             | Ritsa FC                |
| 26e     | 2019   | FC Nart Soukhoumi (12)      | FC Gagra             | FC Afon                 |
| 27e     | 2020   | FC Nart Soukhoumi (13)      | Ritsa FC             | FC Dinamo Soukhoumi     |
| 28e     | 2021   | FC Nart Soukhoumi (14)      | Ritsa FC             | FC Gagra                |
| 29e     | 2022   | Ritsa FC (2)                | FC Nart Soukhoumi    | FC Gagra                |
| 30e     | 2023   | FC Gagra (4)                | Ritsa FC             | FC Nart Soukhoumi       |
| 31e     | 2024   | FC Nart Soukhoumi (15)      | FC Gagra             | Ritsa FC                |
| 32e     | 2025   |                             |                      |                         |

## Bilan par clubs
| Rang | Clubs                                   | Titres | Années                                                                                   |
| ---- | --------------------------------------- | ------ | ---------------------------------------------------------------------------------------- |
| 1    | FC Nart Soukhoumi                       | 15     | 1999, 2000, 2003, 2005, 2007, 2008, 2009, 2011, 2013, 2016, 2018, 2019, 2020, 2021, 2024 |
| 2    | FC Gagra                                | 4      | 2006, 2010, 2012, 2023                                                                   |
| 3    | F.C. Afon Novy Afon (en)                | 3      | 2014, 2015, 2017                                                                         |
| 3    | Football Club Kiaraz Pitsunda (en)      | 3      | 1995, 1997, 2004                                                                         |
| 4    | Football Club Yertsakhu Ochamchira (en) | 2      | 1996, 1998                                                                               |
| 4    | Ritsa Football Club (en)                | 2      | 2002, 2022                                                                               |
| 5    | Dinamo Soukhoumi                        | 1      | 1994                                                                                     |
| 5    | FC Abazg Soukhoumi (en)                 | 1      | 2001                                                                                     |